# 锡诺普 (土耳其)

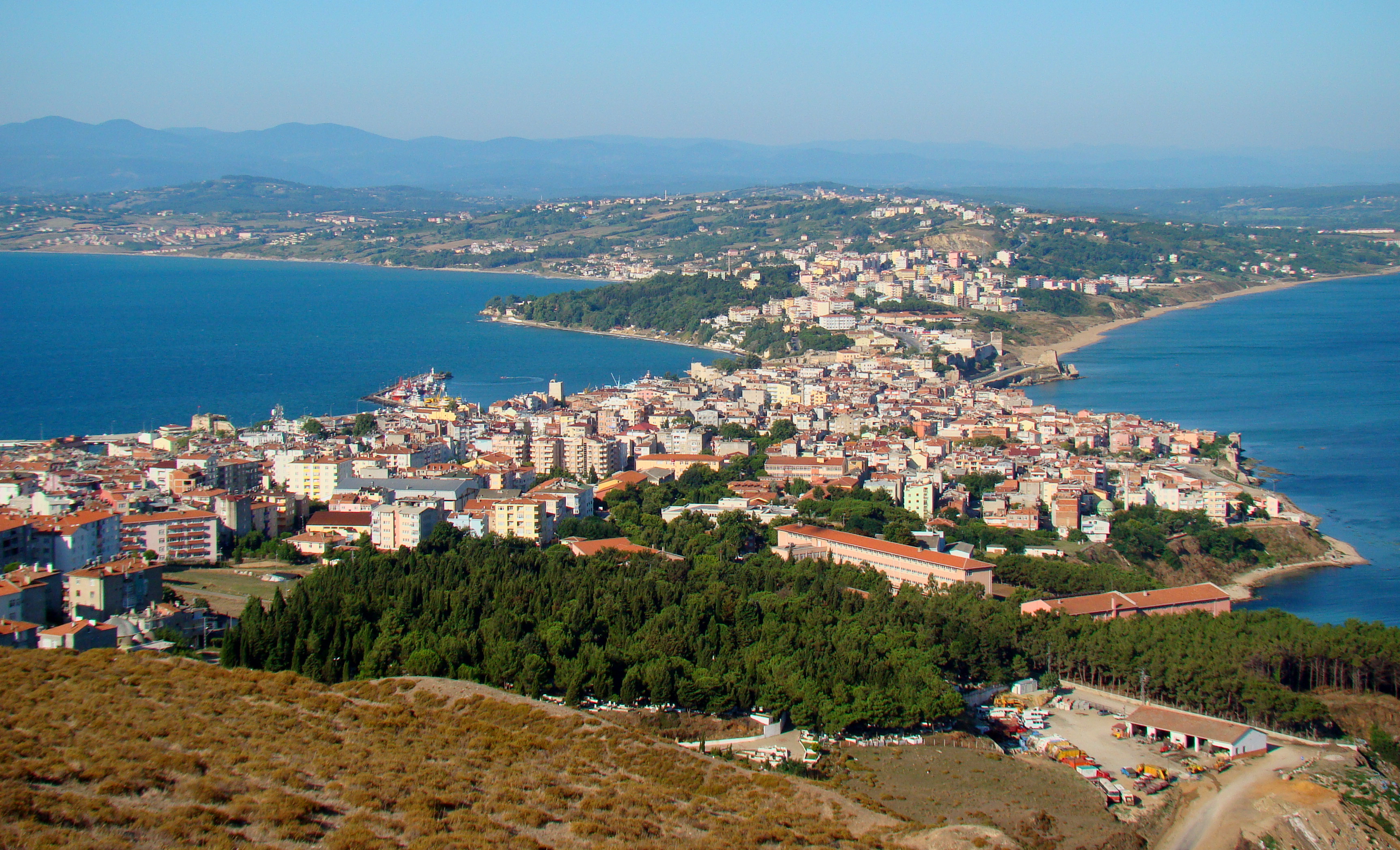

锡诺普（羅馬化：Sinope），土耳其在黑海的港口，锡诺普省省会，人口47000。 

## 地理环境

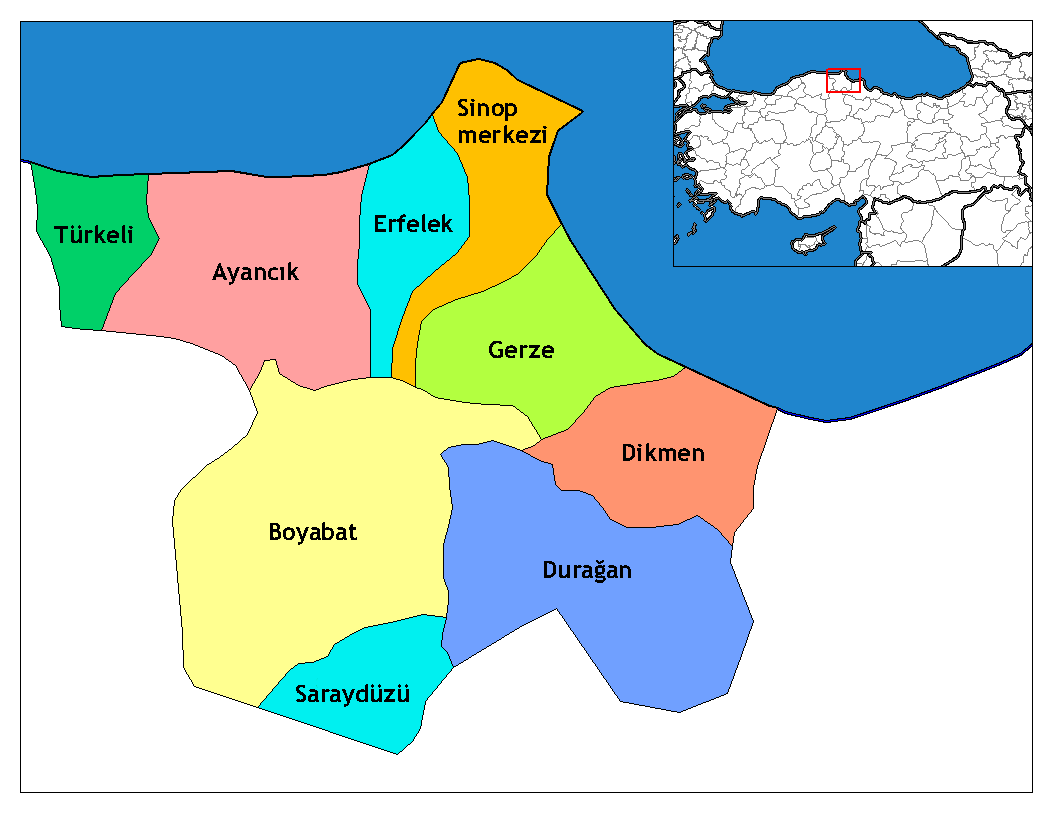

位于伊斯坦布尔到巴统航线中间，古代属于帕夫拉戈尼亞地区，是一个向东突出的狭窄半岛，也称为锡诺普角。半岛南侧是一个半圆形的天然海湾，嵌入内陆。海湾北部有博兹特培半岛作为屏障，四面来风都被削弱，因而是难得的天然良港。从古希腊时期以来，锡诺普一直作为海军要塞，海湾附近分布有6个古炮台。 

## 重大事件
- 锡诺普海战

## 重要人物
- 锡诺普的第欧根尼
- 马吉安